# Pseudocythere calcarata
Pseudocythere calcarata is een mosselkreeftjessoort uit de familie van de Bythocytheridae. De wetenschappelijke naam van de soort is voor het eerst geldig gepubliceerd in 1885 door Seguenza.